# Francesc Garriga i Barata
Francesc Garriga i Barata   (Sabadell, 26 d'abril de 1932 - Sant Cugat del Vallès, 4 de febrer de 2015) fou poeta català i professor de batxillerat. Va dirigir la primera etapa de l'edició espanyola d’FMR i va col·laborar en programes culturals a la ràdio i a la televisió. Era fill de Joan Garriga i Manich, farmacèutic i membre de la Colla de Sabadell, i oncle del també escriptor Francesc Prat Garriga (1958–1989).

## Biografia
Va néixer a Sabadell el 26 d’abril de 1932. Els seus pares van ser Joan Garriga i Manich (farmacèutic i expert en art, pintor, dibuixant i membre de la Colla de Sabadell) i Àngels Barata Molins (amb qui va viure tota la vida a la casa familiar de Bellaterra).
Retirat de l'escola, dedica més temps i esforços a la seva obra i a la divulgació de la cultura. És en aquesta època que es reprèn la publicació dels seus llibres i comença a corregir-se, parcialment i molt a poc a poc, una indiferència oficial a la seva figura. També és l’època de la coneixença i difusió de les noves veus, a les que sempre va prestar atenció. Són precisament els integrants de les generacions més joves, i alguns dels que es consideren deixebles, els qui van reivindicar fortament la figura de Francesc Garriga.

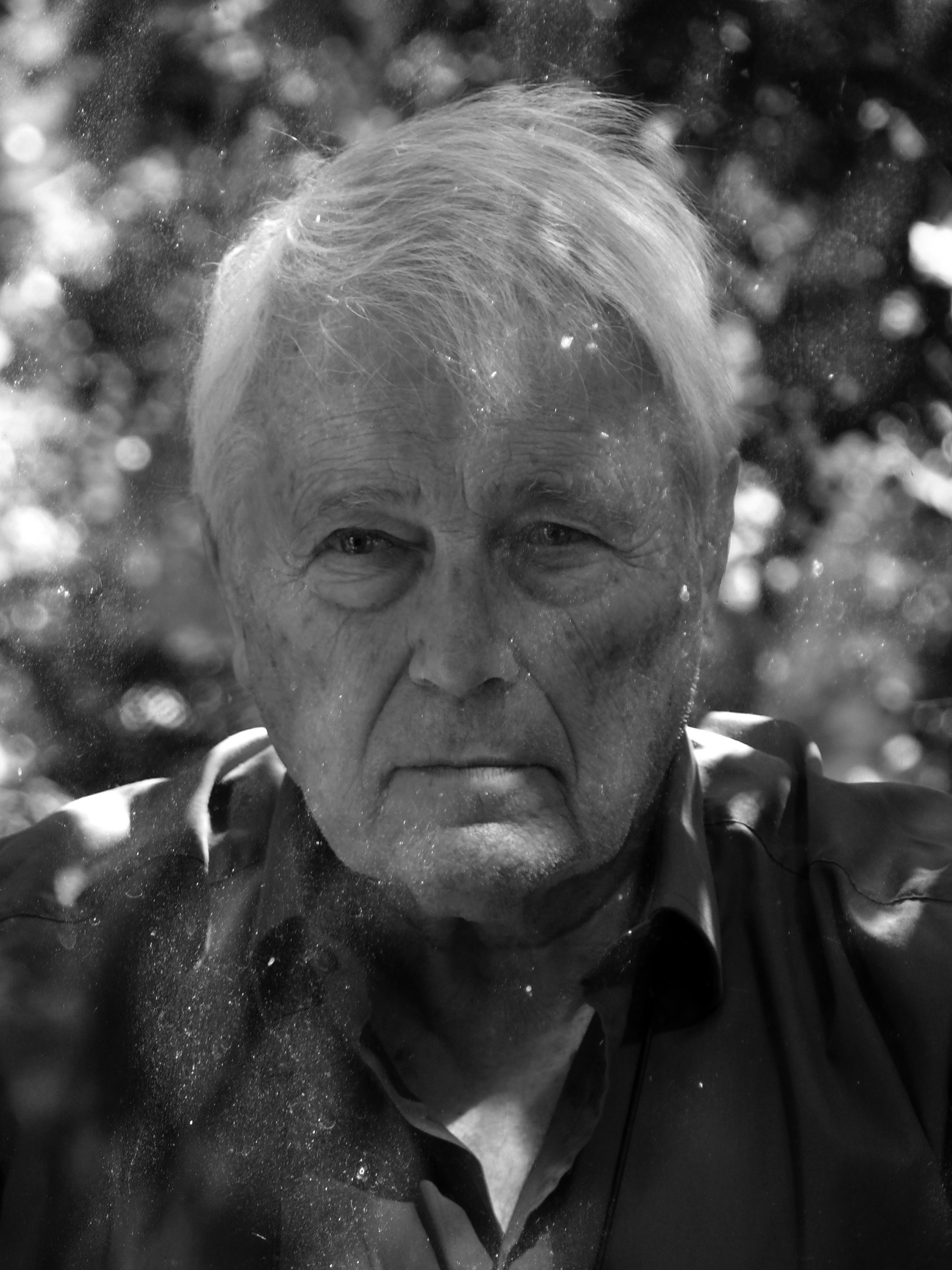
Francesc Garriga a la seva casa de Bellaterra

El 4 de febrer de 2015, Francesc Garriga Barata va morir a l’Hospital General de Catalunya, a Sant Cugat, a causa d’una malaltia pulmonar quan estava a punt de publicar el seu tretzè poemari, Swing.

## Publicacions
- Entre el neguit i el silenci. Sabadell: [s.n.], 1959 (Joan Sallent)[7]
- Foc nostre, somni... (Riutort, 1960)
- Paraules. Sabadell: [s.n.], 1962 (Xavier Sallent)
- Paraules cap al tard. (Sallent germans, 1973)
- Els colors de la nit. (Columna, 1990)
- Setembre. (Columna, 1992)
- Els sorrals del silenci, juntament amb Del mar als sorrals, pintures de Pere Camps. (Gràfiques Barberà, 1995)
- Ombres. (Proa, 2000)
- Temps en blanc. (Proa, 2003)
- La nit dels peixos. (Proa, 2005)
- Camins de serp. (Edicions 62, 2009)
- Ragtime. (LaBreu Edicions, 2011)
- Tornar és lluny (Proa, 2013)
- Demà no és mai. Antologia poètica 1959 - 2014: (AdiA, 2014)
- Swing. (LaBreu Edicions, 2015) - ISBN 978-84-943294-1-8
- Cosmonauta. Poesia completa (LaBreu, 2017)[8]

## Premis i reconeixements
- 1991 — Vila de Vallirana-Josep M. López Picó de poesia, Setembre
- 2004 — Englantina d'or als Jocs Florals de Barcelona, La nit dels peixos[9]
- 2012 — Premi Cavall Verd-Josep M. Llompart, Ragtime
- 2012 — Premi Carles Riba de poesia, Tornar és lluny
- 2013 — Premi Ramon Fuster[10]